# Двикозы (гмина)
Двикозы (пол. Dwikozy) — сельская гмина (волость) в Польше, входит как административная единица в Сандомирский повет, Свентокшиское воеводство. Население — 9173 человека (на 2004 год).

## Демография
| Перепись                       | Всего   | Всего | Женщины | Женщины | Мужчины | Мужчины |
| ------------------------------ | ------- | ----- | ------- | ------- | ------- | ------- |
| Единицы                        | человек | %     | человек | %       | человек | %       |
| Население                      | 9173    | 100   | 4698    | 51,2    | 4475    | 48,8    |
| Плотность населения (чел./км²) | 108,2   | 108,2 | 55,4    | 55,4    | 52,8    | 52,8    |

## Сельские округа
1. Божыдар
2. Бучек
3. Чермин
4. Двикозы
5. Галковице
6. Герляхув
7. Гуры-Высоке
8. Камень-Лукавски
9. Кемпа-Хваловска
10. Колёня-Галковице
11. Мсчув
12. Нове-Кихары
13. Новы-Гарбув
14. Новы-Камень
15. Романувка
16. Жечица-Мокра
17. Жечица-Суха
18. Слупча
19. Старе-Кихары
20. Стары-Гарбув
21. Щытники
22. Винярки
23. Виняры

## Соседние гмины
1. Гмина Гожице
2. Гмина Образув
3. Гмина Радомысль-над-Санем
4. Сандомир
5. Гмина Вильчице
6. Гмина Завихост